# Pro-ossidante
I pro-ossidanti sono sostanze chimiche che inducono stress ossidativo, attraverso la creazione di specie reattive dell'ossigeno o l'inibizione di sistemi antiossidanti. Lo stress ossidativo prodotto da queste sostanze chimiche può danneggiare cellule e tessuti. Per esempio, una dose eccessiva dell'analgesico paracetamolo (acetaminofene) può provocare danni fatali al fegato, in parte attraverso la sua produzione di specie reattive dell'ossigeno.
Alcune sostanze possono agire sia come antiossidanti sia come pro-ossidanti, a seconda di una serie specifica di condizioni. Alcune delle condizioni più importanti sono la concentrazione della sostanza chimica e la presenza di ossigeno o metalli di transizione. Le reazioni di riduzione dell'ossigeno molecolare o del perossido a superossido o radicale ossidrile sono termodinamicamente molto favorite, tuttavia sono spin-vietate dalle regole di selezione. Questo riduce notevolmente i tassi di queste reazioni, permettendo così alla vita aerobica di esistere. Di conseguenza la riduzione di ossigeno in genere comporta la formazione iniziale di ossigeno singoletto o l'accoppiamento spin-orbita attraverso la riduzione di un metallo di transizione come il manganese, il ferro, o rame. Questo metallo ridotto trasferisce successivamente il singolo elettrone all'ossigeno molecolare o al perossido.

## Metalli
I metalli di transizione possono agire come pro-ossidanti. Per esempio, il manganismo cronico è una classica malattia da pro-ossidante. Un'altra malattia associata alla presenza cronica di un metallo di transizione è l'emocromatosi, associata a elevati livelli di ferro. Allo stesso modo, la malattia di Wilson è associato a livelli elevati di rame nei tessuti.

## Vitamine pro-ossidanti

Vitamina C (acido ascorbico)

Le vitamine che agiscono da agenti riducenti possono essere pro-ossidanti. La vitamina C ha un'attività antiossidante quando riduce sostanze ossidanti come il perossido di idrogeno, tuttavia, può anche ridurre ioni metallici dando luogo alla generazione di radicali liberi attraverso la reazione di Fenton.
2 Fe2+ + 2 H2O2 → 2 Fe3+ + 2 OH· + 2 OH−
2 Fe3+  +  Ascorbato  →  2 Fe2+  +  Deidroascorbato
In questa reazione lo ione metallico può essere ridotto, ossidato, e poi nuovamente ridotto, in un processo redox ciclico in grado di generare specie reattive dell'ossigeno.

## Acido urico

Acido urico

Le proprietà pro-ossidanti degli agenti riducenti possono anche avere conseguenze cliniche. Per esempio, negli esseri umani, l'acido urico rappresenta circa la metà della capacità antiossidante del plasma. È probabile che l'acido urico possa aver sostituito l'ascorbato nell'evoluzione umana (l'uomo non è in grado di sintetizzare acido ascorbico).
Tuttavia, come l'ascorbato, l'acido urico può anche mediare la produzione di specie attivate dell'ossigeno e, quindi, agire come pro-ossidante. È stato proposto che ciò possa svolgere un ruolo nell'eziologia della sindrome di Lesch-Nyhan e nella sindrome iperuricemica nei cani dalmata. Quest'ultima risponde al trattamento con il farmaco antiossidante orgoteina, una forma farmaceutica di superossido dismutasi.
Elevati livelli di acido urico sono stati riscontrati nell'aterosclerosi, nella sindrome metabolica, e in corso di ictus. La questione è se l'iperuricemia sia una risposta protettiva allo stress ossidativo nelle patologie o se si tratta di una causa primaria. Così, alcuni ricercatori pensano che lo stress ossidativo indotto dall'urato possa essere causa di ictus, mentre altri suggeriscono l'esatto contrario, che l'urato sia neuroprotettivo per mezzo delle sue proprietà antiossidanti. Allo stesso modo, alcuni ricercatori sostengono che nella sindrome metabolica indotta sperimentalmente da una dieta particolarmente ricca in fruttosio, l'iperuricemia conseguente sia da ritenersi una delle cause della malattia.

## Iperomocisteinemia

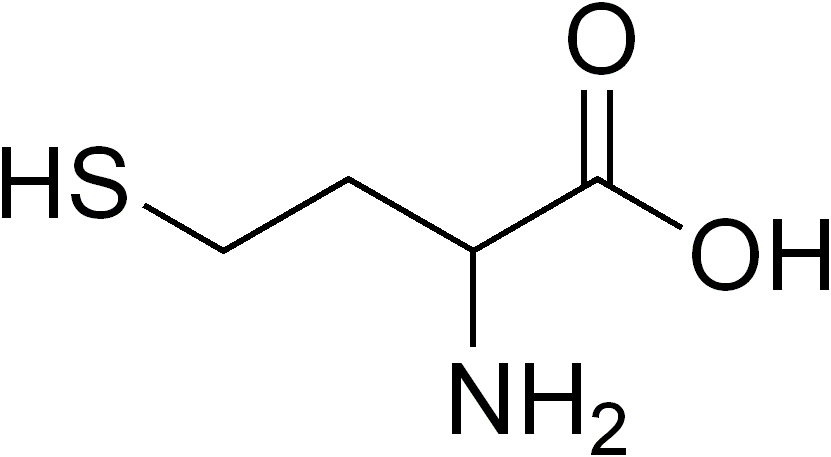
Omocisteina

Negli esseri umani, gli elevati livelli di omocisteina nell'iperomocisteinemia sono associati ad un'aumentata incidenza di aterosclerosi e la cosa può svolgere un ruolo nella malattia di Alzheimer. L'omocisteina è un potente agente riducente e, come la maggior parte di tali agenti, può indurre stress ossidativo attraverso la riduzione di ossigeno molecolare e la formazione di specie radicaliche. La natura spin-vietata di questa reazione richiede normalmente che sia mediata attraverso la riduzione di alcuni atomi pesanti, che poi trasferiscono elettroni all'ossigeno. È stato proposto che ciò possa svolgere un ruolo nell'eziologia di tali malattie.

## Agenti antitumorali
Diversi importanti agenti antitumorali si legano al DNA e contemporaneamente generano specie reattive dell'ossigeno. Questi includono adriamicina e altre antracicline, bleomicina e il cisplatino. Questi agenti possono presentare tossicità specifica verso le cellule tumorali a causa del basso livello di difese antiossidanti nei tumori.